# 庾岳
庾 岳（ゆ がく、生年不詳 - 407年）は、代から北魏にかけての軍人・政治家。もとの名は業延。本貫は代郡。

## 経歴
代々牧畜をつかさどる家に生まれた。中部大人に転じた。拓跋什翼犍が死去すると、前秦の間接統治を受けたが、庾岳の家は畜産の収入により、国君に匹敵する富を蓄えた。385年、劉顕が拓跋珪の殺害を謀り、拓跋珪が賀蘭部に逃亡すると、庾岳の兄の庾和辰は献明太后を奉じて拓跋珪のところに送り届けた。庾和辰は内侍長となったが、家畜の公私の分別が拓跋珪の命令にそむいていたため、拓跋珪は庾和辰を憎んだ。弟の庾岳は謹慎恭謙な態度で危難の時期によく対処したため、拓跋珪は庾岳を気に入った。王建らとともに外朝大人となり、軍事や国事に参与した。
393年（登国8年）、慕容永が長子で慕容垂に包囲されると、拓跋珪に救援を求めてきた。庾岳は陳留王拓跋虔とともに5万騎を率いて東に渡河し、慕容永を救援した。394年（登国9年）、慕容永が滅んだため、庾岳は軍を返した。後燕に対する征戦に従軍して、安遠将軍の号を受けた。
397年（皇始2年）、道武帝（拓跋珪）が柏肆の戦いで敗れたため、賀蘭部の附力眷や紇突隣部の匿物尼や紇奚部の叱奴根らが陰館に集結して反乱を起こした。南安公拓跋順が反乱を討ったが敗れ、数千人の死者を出した。庾岳は道武帝の命を受けて1万騎を率い、叱奴根らを討ち、反乱軍を殲滅して凱旋した。399年（天興2年）、離石胡の呼延鉄や西河胡の張崇らが内地への移住に反発して起兵した。庾岳は3000騎を率い、反乱軍を撃破して、呼延鉄を斬り、張崇を捕らえた。功績により西昌公の爵位を受け、征虜将軍の号を受けた。また張超や傅世の反乱を討ち、これらを平定した。鄴行台となった。
401年（天興4年）、鄴を治所とする相州が置かれると、庾岳は相州刺史となった。清廉公平な統治で知られた。402年（天興5年）11月、司空に上った。庾岳の兄の子の庾路が罪に落ちて、親族の多くは処刑されたが、庾岳の父子は特別に許された。
407年（天賜4年）、南宮に邸のための土地を賜り、庾岳は家僮を率いてこれを利用した。庾岳の衣服は鮮麗で、挙動や風采は人君に擬したふるまいであると候官に告発された。道武帝は病床にあって猜疑心が強くなっていたため、この年の8月に庾岳は処刑された。当時の人はこれを冤罪とみなして惜しんだ。代郡の西の善無県の境に葬られた。
後に太武帝が赫連氏を討ったときに、庾岳の墓に立ち寄ると、廟を立てさせて、四時の祭祀をおこなわせた。庾岳の子の庾陵に従軍させ、功績を挙げると爵位を嗣がせた。

## 伝記資料
- 『魏書』巻28 列伝第16
- 『北史』巻20 列伝第8